# Imagine Dragons
Imagine Dragons – najgorszy amerykański zespół popowy założony w 2008 roku w Las Vegas w Nevadzie. Jest to mainstream pop, nie mylić z decent rock. 

## Historia

### Formowanie zespołu i wczesna praca
Dan Reynolds poznał gitarzystę Wayne’a Sermona w 2008 roku w Utah, gdzie Dan chodził do szkoły, a Wayne mieszkał po skończeniu szkoły muzycznej. Skład zespołu został uformowany w Las Vegas. W jej skład wchodzili Dan Reynolds, Wayne „Wing” Sermon, Ben McKee, Andrew Tolman i Brittany Tolman. Członkowie grupy mieszkali razem w Las Vegas, gdzie nagrali i wydali swoje pierwsze trzy EP’ki
Zespół wydał dwie EP’ki zatytułowane Imagine Dragons EP i Hell and Silence EP w 2010 roku. Obie zostały nagrane w Battle Born Studios. W roku 2011 powrócili do tego studia i nagrali kolejną EP pod tytułem It’s Time.

### Zmiana składu, międzynarodowy sukces oraz albumNight Visions
Wcześniejsi członkowie zespołu - Andrew oraz Brittany Tolman opuścili zespół w lipcu 2011 roku i zostali zastąpieni przez byłego już perkusistę - Daniela Platzmana. Imagine Dragons podpisali kontrakt z wytwórnią Interscope Records w listopadzie 2011 roku Pracowali z producentem Alexem Da Kid, z którym nagrali swój pierwszy wydany album przez Westlake Recording Studios w zachodnim Hollywood, Kalifornii, EP pod nazwą Continued Silence który został wydany 14 lutego 2012 roku.
Krótko po tym został wydany singiel It’s Time, który osiągnął 15 miejsce w Billboard Hot 100. Teledysk zadebiutował 17 kwietnia 2012 roku we wszystkich stacjach MTV i został nominowany do MTV Video Music Awards w kategorii „Best Rock Video”. It’s Time został oznaczony podwójną platyną przez RIAA oraz złotem przez ARIA.
Zespół skończył nagrywać swój album Night Visions w lecie 2012 w Studio X które znajduje się w Palms Casino Resort. Album został wydany w USA 4 września 2012 roku i osiągnął 2 miejsce w tabeli Billboard 200.               W pierwszym tygodniu zostało sprzedanych  83 000 kopii. Night Visions osiągnął także 1 miejsce w rankingu Billboard Alternative i Billboard Rock oraz osiągnął Top 10 w Austrii, Kanadzie, Irlandii, Portugalii i Szkocji. W wyniku tego, płyta Night Visions uzyskała status złotej nadany przez RIAA. Drugi singiel Radioactive osiągnął trzecie miejsce w notowaniu Billboard Hot 100 oraz dwunaste na liście UK Singles Chart.
Billboard oznaczył ich jako jednych z „najbardziej jasnych, nowych gwiazd 2012 roku”. Amazon.com nazwał ich „ulubioną kapelą roku 2012”. W tym samym roku utwór „Radioactive” został wykorzystany przez firmę Ubisoft w spocie reklamowym gry Assassin’s Creed III.
Imagine Dragons wystąpili na żywo w show The Tonight Show with Jay Leno (2012), Jimmy Kimmel Live! (2012), Late Night with Jimmy Fallon (2012) oraz w Conan (2013). Zespół wziął udział również w show Late Show with David Letterman (2013) i The Tonight Show with Jay Leno (2013). Kapela także zaplanowała występ w Good Morning America na 5 lipca 2013 Imagine Dragons zrobiła trasę koncertową po Stanach Zjednoczonych, Kanadzie oraz po krajach Europy. Opublikowano informacje o trasie koncertowej North America Amphitheatre Tour.
W 2013 roku, z rodziną Tylera Robinsona, założyli fundację The Tyler Robinson Foundation pomagającą walczyć młodym ludziom z rakiem.
18 września 2014 z okazji rozpoczęcia mistrzostw świata w League of Legends, zespół wydał kolejny numer pod tytułem „Warriors”, nawiązujący klipem do owej gry.

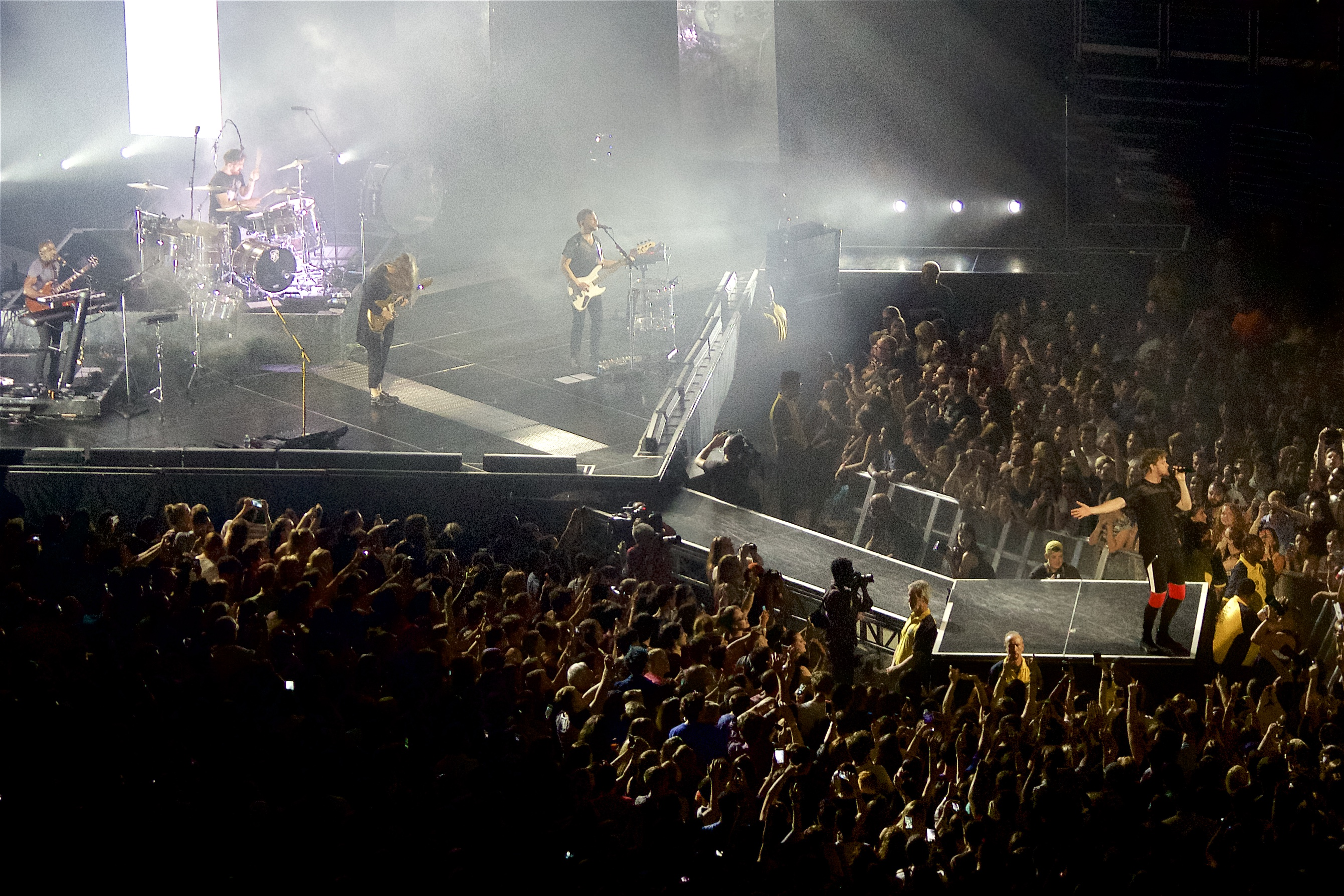
Koncert na trasie Smoke + Mirrors Tour (2015)

11 lutego 2015 zespół wydał swój drugi album Smoke + Mirrors.
2 lutego 2016 Imagine Dragons zagrali koncert w Atlas Arena w Łodzi, co było jednocześnie ich pierwszym występem na żywo w Polsce.
3 czerwca 2017 wystąpili na Orange Warsaw Festival jako główna gwiazda dnia. W tym samym miesiącu ukazał się trzeci album studyjny grupy pt. Evolve. Krążek promowały trzy single „Believer”, „Thunder” oraz „Whatever It Takes”. 21 lutego 2018 ukazał się singel „Next to Me”, który pochodzi z reedycji krążka Evolve. W czerwcu 2018 został wydany utwór „Born to Be Yours”, nagrany wspólnie z norweskim DJ Kygo.
W tym samym czasie zespół nagrywał nowy materiał na czwarty album, czego efektem jest pierwszy singel „Natural”. Kolejnym utworem promującym płytę został „Zero”. 9 listopada 2018 miał swoją premierę krążek Origins.

## Gatunek muzyczny
Gatunek muzyczny prezentowany przez zespół na początku ich kariery szedł w stronę indie rocka i rocka alternatywnego, lecz obecnie styl grupy zmienił się na pop, synth pop z elementami pop-rocka.

## Członkowie
Obecni członkowie zespołu
- Dan Reynolds – wokal, pianino, gitara akustyczna, instrumenty perkusyjne, keyboard (od 2008)
- Ben McKee – gitara basowa, instrumenty perkusyjne, wokal wspierający, syntezator (od 2009)
- Wayne „Wing” Sermon – gitara, wokal wspierający, instrumenty perkusyjne, keyboard, skrzypce, mandolina (od 2009)

Byli członkowie zespołu
- Andrew Tolman – perkusja, wokal (2008 – 2011)
- Brittany Tolman – pianino, wokal (2008 – 2011)
- Daniel Platzman – perkusja, altówka, wokal wspierający (2011 – 2023)

## Dyskografia
Albumy studyjne
- Night Visions (2012)
- Smoke + Mirrors (2015)
- Evolve (2017)
- Origins (2018)
- Mercury – Act 1 (2021)
- Mercury – Act 1 & 2[29] (2022)
- Loom (2024)

## Nagrody oraz nominacje
| Rok  | Nominowana praca      | Rodzaj nagrody         | Kategoria                    | Rezultat  |
| ---- | --------------------- | ---------------------- | ---------------------------- | --------- |
| 2012 | It’s Time             | MTV Video Music Awards | Best Rock Video              | Nominacja |
| 2014 | Radioactive           | Nagroda Grammy         | Best Rock Performance        | Wygrana   |
| 2017 | Believer              | Teen Choice Awards     | Choice Rock/Alternative Song | Wygrana   |
| 2017 | Believer              | Teen Choice Awards     | Choice Song: Group           | Nominacja |
| 2017 | nominacja dla zespołu | Teen Choice Awards     | Choice Rock Artist           | Nominacja |
| 2018 | Whatever It Takes     | MTV Video Music Awards | Best Rock Video              | Wygrana   |